# Nozay (Essonne)
Nozay  [nozɛ] je francouzská obec v departementu Essonne, v regionu Île-de-France, 23 kilometrů jihozápadně od Paříže.

## Geografie
Sousední obce: Villejust, Saulx-les-Chartreux, La Ville-du-Bois, Marcoussis a Montlhéry.

## Vývoj počtu obyvatel
Počet obyvatel

## Památky
- kostel Saint-Germain z 12. století

## Partnerská města
- Assago
- Střelice